# Petrykivka (huyện)
Huyện Petrykivka (tiếng Ukraina: Петриківський район, chuyển tự: Petrykivkas'kyi raion) là một huyện của tỉnh Dnipropetrovsk thuộc Ukraina. Huyện Petrykivka có diện tích 928 km², dân số theo điều tra dân số ngày 5 tháng 12 năm 2001 là 26081 người với mật độ 28 người/km2. Trung tâm huyện nằm ở Petrykivka.